# 足のない男
「足のない男」（あしのないおとこ、原題：英: The Tree-Man of M'Bwa）は、アメリカ合衆国のホラー小説家ドナルド・ワンドレイが1932年に発表した短編ホラー小説で、『ウィアード・テイルズ』1932年2月号に掲載された。

## 概要
本作の作者であるワンドレイはハワード・フィリップス・ラヴクラフトの文通相手であり、彼の推挽で1927年に『ウィアード・テイルズ』にデビューしている。ワンドレイはコズミック・ホラーの理解者であったとされ、詩人肌でもありデビュー作『赤い脳髄』は散文詩風のコズミック・ホラーだった。
クトゥルフ神話の一つである本作は、アフリカのコンゴ奥地を舞台としており、作中で言及される「月霊山脈」は伝説上の地域・月の山脈、および現実のコンゴ付近のルウェンゾリ山地を指す。
東雅夫は『クトゥルー神話辞典』にて「いかにも怪奇パルプといった趣」、「旧支配者の一大拠点であるコンゴ盆地を舞台にした異色作」と解説している。
本作には無名の邪神と使い魔のムンバという異形のモンスターが2体登場する。邪神のほうは、TRPG『クトゥルフの呼び声』でも名無しの設定は踏襲されており、「赤い回転流の神」God of the Red fluxと呼ばれ、「名もない存在」「名もなきグレート・オールド・ワン」と付け加えられている。

## あらすじ
アフリカで宝を求めて月霊山脈を越えようとしていたわたし（語り手）は、とある船着場の酒場にて、「足のない男」と酒を酌み交わす。わたしの計画を聞いた男は、数年前に消息不明になったと伝わっているダニエル・リチャーズであると名乗り、わたしに計画を中止するよう忠告したうえで、自分と相棒が月霊山脈で体験した出来事を語り出す。
異なる目的でアフリカにやって来たリチャーズとアングレイの2人は、共同で探検隊を組む。月霊山脈のふもとで、2人は隊を分け、2週間後に再会すること、4週間経っても相手が戻らないときは探しに行くことを約束する。リチャーズは、現地人をガイドにつけて月霊山脈を越えるが、進んで数日の場所あたりでガイド達は「ムンバの住む悪い土地」だと告げて逃げる。
谷間でリチャーズは、人間じみた樹々と、刻一刻と形を変える「赤い金属建造物」を発見する。そばに隠れていた人型の化物が、リチャーズの隙をついて襲い掛かる。リチャーズはねじ伏せられ、口に麻痺薬を流し込まれ、ナイフで脚を切り裂かれ、薬の効果で強制的に眠りに落とされる。再び目覚めたとき、リチャーズは直立して、両脚が地面に根付いていた。周囲の「木」がリチャーズに話しかけ、化物ムンバと回転流のマスターについて説明し、加えて自分達はやつらの犠牲となった「化木人」だと言う。
幾日か経ち、リチャーズに時間の感覚もなくなりかけてきたころ、アングレイがリチャーズを探して谷へとやって来る。リチャーズは逃げろと警告するが、間に合わず、アングレイを発見したムンバは彼に襲い掛かる。アングレイは銃と鉈で応戦し、ムンバの首を切り落とす。さらに即座にリチャーズの両足を切断し、かついで逃げる。すると回転流が止まり、中から死体＝マスターが出現する。マスターは黒い流体と化して周囲に広がり、ムンバに触れて合体し、蘇生したムンバが2人を追う。追って来たムンバを、アングレイは再び鉈で両断し、おぞましい塊は血を流すことなく斜面を転がり落ちる。2人はなんとか帰還できたものの、アングレイはマラリアに罹って病死し、リチャーズは治療のために足をさらに根元で再切断する。リチャーズは故郷に帰るつもりはないと告げる。
リチャーズの話をなかなか信用しないわたしに対し、彼は足の切断面を見せる。そこには青白く細い触手が若芽のようにしなやかに垂れており、リチャーズは毎月それを切り続けなければならない体になってしまったとことを明かす。

## 主な登場人物
- わたし - 語り手。博物館展示用の大物を求めて、アフリカにやって来た白人。腕には覚えがあり、猛獣狩りや宝石泥棒の経験もある。
- ダニエル・リチャーズ（足のない男） - 主人公。わたしが河岸の酒場で出会った白人。かつてアフリカで鉱床探しと地図作成をしていた。わたしに月霊山脈を越えるのはやめるよう忠告してくる。生還するも母国には戻らず、アフリカで後遺症と付き合いながら暮らしている。
- アングレイ - 原始人の痕跡となるものを探すためにアフリカを訪れた人物であり、リチャーズと探検隊を組んでいた。
- ネグチ族の黒人少年6人 - リチャーズがガイドに雇った。ムンバがいる悪い土地だと告げ、恐れてリチャーズを独り残して逃げ去る。
- <赤い回転流> - マスターの住居。赤い金属質の建造物であり、刻一刻と形を変え、ピラミッド、オベリスク、球体などに絶え間なく変化する。
- 御主人様<マスター> - 古代に空から降りて来た、古き邪神<イーヴル・オールド・ワン>。回転流の中に潜み、ムンバに命令を出している。
- ムンバ - ゾンビのような化物。回転流に近づく者を捕らえ、薬品を飲ませて化木人へと変える。最初の化木人よりも前に来た、ゼロ人目の冒険者の成れの果てともされている。
- 化木人 - 不用意に回転流に近づいた冒険家達が、ムンバに捕らえられて樹木へと変質させられたもの。古くはアトランティス時代にまで遡る者たちだという。体は植物として生き続けながらも精神は枯れて朽ちていく。

## 収録
- 『真ク・リトル・リトル神話大系10』国書刊行会、亀井勝行訳
- 『新編真ク・リトル・リトル神話大系2』国書刊行会、亀井勝行訳

## 関連作品
- 蠢く密林 - 別作者作品。同様にコンゴ盆地が舞台。発表年は1980年、作中時は本作より前のコンゴ自由国時代。